# Motorola DynaTAC 8000x
Il Motorola DynaTAC 8000x è un telefono cellulare della serie Dyna Tac, prodotto dalla Motorola. Viene considerato il primo telefono cellulare portatile della storia.

## Storia
Il primo modello commercializzato della famiglia Motorola DynaTAC è stato il Motorola DynaTAC 8000X, commercializzato a partire dal 13 marzo 1984 con un prezzo al dettaglio di 3.995 dollari. Il Motorola DynaTAC 8000X è stato infatti il primo modello della famiglia Motorola DynaTAC a ricevere l'approvazione della Federal Communications Commission il 21 settembre 1983. Il primo prototipo funzionante di Motorola DynaTAC 8000X venne realizzato nel 1973 da Martin Cooper, un ingegnere statunitense che all'epoca lavorava alla Motorola. Tale prototipo è il primo telefono cellulare portatile della storia. Il Motorola DynaTAC 8000X è invece il primo telefono cellulare portatile della storia disponibile in commercio. La massa del prototipo del 1973 era di circa 1,5 kg, mentre il Motorola DynaTAC 8000X pesava 793 grammi e poteva memorizzare 30 numeri di telefono. Furono venduti in tutto 300.000 esemplari.